# Веремій Іван Миколайович
Веремій Іван Миколайович (нар. 23 лютого 1915, с.Орлівка — пом. 15 квітня 1998, Київ) — радянський військовик, Герой Радянського Союзу (1945), у роки німецько-радянської війни командир 383-го гвардійського самохідно-артилерійського полку 9-го механізованого корпусу 3-ї гвардійської танкової армії 1-го Українського фронту, гвардії підполковник. Батько також Героя Радянського Союзу, Заслуженого льотчика-випробувача СРСР Бориса Веремія.

## Біографія
Згідно даних метричної книги Вознесенської церкви с.Орлівка, народився 23 лютого 1915 року (за ст.стилем) в селі Орлівка нині Куликівського району Чернігівської області в сім'ї козака того ж села Миколи Прохоровича Веремія. Українець. Рід Вереміїв в селі відомий з 17 ст. Після закінчення неповної середньої школи працював слюсарем на заводі в Московській області, секретарем Фіровского райкому комсомолу Калінінської області.
У Червоній Армії з 1937 року. Закінчив військово-політичне училище в місті Калінін (нині Твер). 
З початком німецько-радянської війни на фронті. 
Гвардії підполковник І.М.Веремій відзначився в ході Вісло-Одерської операції. Полк під його командуванням в ніч на 28 січня 1945 року в районі польського міста Міколув вступив у бій з 40 танками противника, 8 з них підбив, решта відступили. Всього за січень 1945 полк І.М.Веремія підбив 26 танків і самохідних гармат ворога, знищив 17 польових гармат, 4 мінометних батареї, 120 автомашин і бронетранспортерів, і багато живої сили противника.
10 квітня 1945 року гвардії підполковнику Веремій Івану Миколайовичу присвоєно звання Героя Радянського Союзу з врученням ордена Леніна і медалі «Золота зірка» (№ 6544).
Після війни продовжував службу в Збройних Силах. У 1953 році закінчив Військову академію Генерального штабу. З 1963 року генерал-майор танкових військ І.М.Веремей в запасі.
Жив у Києві. Працював старшим інженером на заводів. Помер 15 квітня 1998 року. Похований у рідному селі Орлівка.

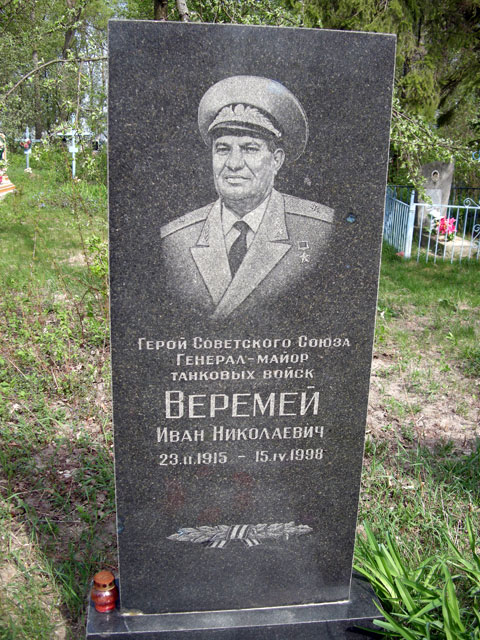
могила в селі Орлівка